# Port Talbot

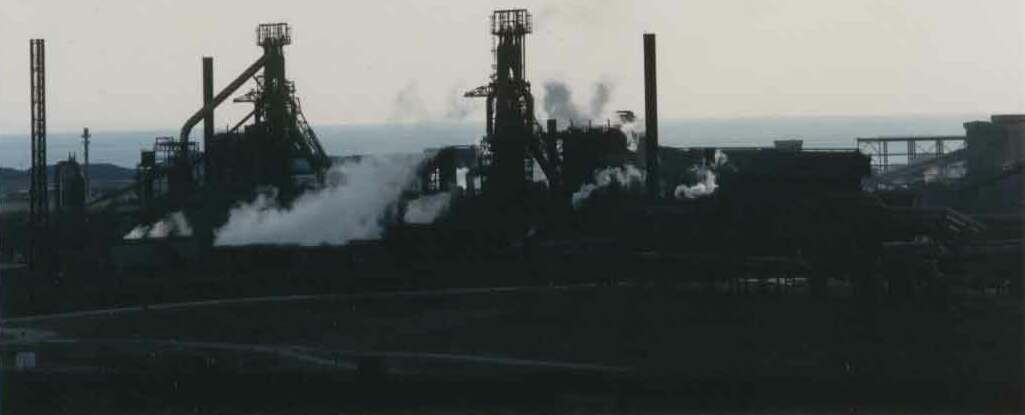
Planta siderúrgica de Port Talbot.

Port Talbot (en gal·lès Aberafan o Porth Talbot) és una ciutat portuària del sud del País de Gal·les, situada dins el county borough de Neath Port Talbot, à l'est de la badia de Swansea, a la desembocadura del riu Afan.
Amb uns 50.000 habitants, forma part del comtat de West Glamorgan, en una regió tradicionalment productora d'hulla. Hi ha plantes siderúrgiques com la de Margam, una de les dues darreres que queden al País de Gal·les.

## Persones il·lustres
- Anthony Hopkins (1937), actor.
- Bernard Fox (1927), actor,
- Peg Entwistle (1908-1932), actriu.